# Jorge Koch
Jorge Luiz Koch (Braço do Norte, 10 de maio de 1957) é um advogado e político brasileiro.
Filho de Onílio Koch e Nély Uliano Koch. Graduado em direito pela Universidade do Vale do Itajaí (UNIVALI). Pós-graduado em segurança pública e qualidade de vida pela Universidade do Extremo Sul Catarinense (UNESC). Foi advogado e exerceu a profissão de delegado de polícia durante 27 anos, dentre os quais 15 na Comarca de Orleans (1990 a 2005) e 12 no comando da 6ª Delegacia Regional de Polícia de Criciúma (2005 e 2016). Filiado ao Movimento Democrático Brasileiro (MDB), iniciou seu primeiro mandato como vereador no município de Braço do Norte, de 1983 a 1989. Em Orleans foi eleito vereador e presidente da câmara municipal (mandato de 2000 a 2004), chegando a ocupar o cargo de prefeito interino.
Foi prefeito de Orleans de 2017 a 2020, sendo reeleito nas eleições de 2020.
Em 31 de janeiro de 2022 foi eleito presidente da Federação Catarinense dos Municípios (FECAM). Foi empossado oficialmente em 8 e fevereiro de 2022.